# Suzanne Collins
Ne doit pas être confondu avec Susan Collins.
Œuvres principales
- Série Hunger Games
- Série Gregor

Suzanne Collins, née le 10 août 1962 à Hartford dans le Connecticut, est une écrivaine américaine. Elle a connu le succès grâce à la série de science-fiction Hunger Games, bien qu'ayant écrit plusieurs livres de fantasy auparavant. En 2020 paraît Hunger Games : La Ballade du serpent et de l'oiseau chanteur, préquel de la série se déroulant 64 années plus tôt et racontant les jeunes années du futur président Coriolanus Snow.

## Biographie
Suzanne Collins est née le 10 août 1962 de Michael et Jane Collins. Son père Michael était un officier qui a été amené à se déplacer avec sa famille dans les bases militaires des États-Unis et d'Europe. Il était aussi un historien militaire titulaire d'un doctorat en Science politique. Enfant, Suzanne regardait les entrainements de terrain des cadets de l'Académie militaire de West Point. Pendant que son père participait pendant un an à la guerre du Vietnam, sa mère Jane, tenta de préserver ses enfants des images liées à ce conflit. Cependant, Suzanne eut connaissance d'émissions de télévision lui montrant la violence du conflit où était impliqué son père qui lui manquait. Elle fut ensuite le témoin des angoisses extrêmes et cauchemars de son père atteint de trouble de stress post-traumatique. Sa mère lui fera découvrir la mythologie grecque et la science-fiction.
Diplômée à l'université d'Indiana, Suzanne Collins écrit à partir de 1991 des scénarios et des histoires pour des programmes de télévision jeunesse, notamment pour la chaîne Nickelodeon. Elle écrit aussi des histoires pour les plus petits. Plus récemment, elle a été scénariste en chef de la série Clifford's Puppy Days pour Scholastic Entertainment. 
Elle vit dans le Connecticut avec sa famille, dont ses deux enfants, Charlie et Isabel, entourée de chatons adoptés et d'hippocampes.

### SérieGregor
Travaillant sur Generation Oh !, un programme de télévision jeunesse, Suzanne Collins rencontre les enfants de l'auteur James Proimos. De là naît son envie de créer des livres pour enfants, concrétisée par l'écriture de la série Gregor.
Gregor joue avec le thème d'Alice au pays des merveilles en le transposant dans un univers urbain. Frappée par l'idée que les enfants des villes, à commencer par les siens, se faisaient des campagnes, Suzanne Collins fait démarrer l'intrigue à New York, imagine qu'il y est plus probable de tomber dans un trou creusé par un humain que dans le terrier d'un lapin, et que, cela arrivant, on y trouvera autre chose qu'un salon de thé. C'est la base de La Prophétie du gris, premier livre de la série. Dans Gregor, Suzanne Collins a abordé la notion de guerre injuste « devenant juste », eu égard à l'avidité, à la xénophobie et aux haines ancrées.

### SérieHunger Games
En septembre 2008, Scholastic publie aux États-Unis Hunger Games, le premier volume d'une trilogie inspirée par le parcours professionnel du père de Collins dans l'armée de l'air qui a permis à l'auteur de se confronter aux thèmes de la pauvreté, de la famine et des effets de la guerre,.

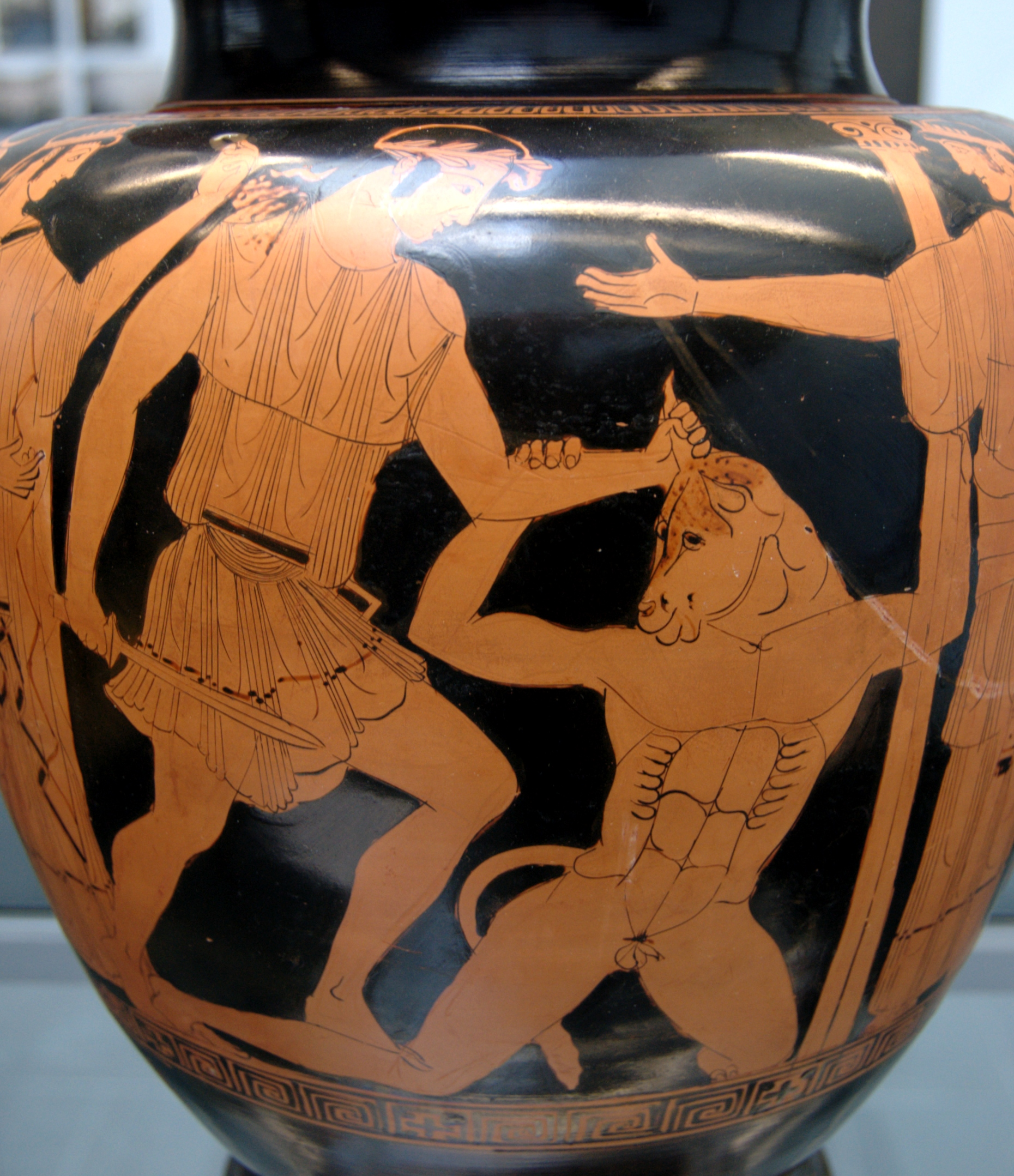
Vase représentant le mythe de Thésée et du Minotaure, dont s’inspire l’univers d’Hunger Games

Suzanne Collins indique s’être également inspirée de films de gladiateurs, principalement Spartacus, et de la mythologie grecque, en particulier du mythe de Thésée et du Minotaure, afin de construire l’univers d’Hunger Games. Elle déclare en effet « éprouver de la fascination » pour ce mythe, dans lequel sont envoyés tous les neuf ans « une phalange de jeunes garçons et filles dans un labyrinthe mortel afin de combattre le monstrueux Minotaure ». Selon Collins, le personnage de Katniss Everdeen dans Hunger Games incarne une sorte de « nouveau Thésée »,.
Le deuxième volume, Hunger Games : L'Embrasement, paraît en septembre 2009 aux États-Unis, et le troisième et dernier volume, Hunger Games : La Révolte, en août 2010. En l'espace de quatorze mois, les deux premiers volumes se vendent à 1,5 million d'exemplaires en Amérique du Nord, et restent pendant 60 semaines d'affilée sur le classement des meilleures ventes du New York Times. 
Le succès des livres déclenche une adaptation cinématographique, Hunger Games, sous la direction de Gary Ross,. Le scénario est adapté du roman par Collins elle-même, et le tournage débute au printemps 2011, Jennifer Lawrence incarnant le personnage principal Katniss Everdeen, tandis que Josh Hutcherson joue Peeta Mellark et Liam Hemsworth a le rôle de Gale Hawthorne. Le succès du premier film en salles a donné lieu à l'adaptation cinématographique des deux autres volumes, dont le troisième volet a été scindé en deux parties.
La popularité considérable du roman vaut à Collins d'être nommée par le Time parmi les personnes les plus influentes de l'année 2010. En mars 2012, la branche américaine d'Amazon annonce que Collins est, à ce jour, l'auteure la plus vendue en édition Kindle,.
En juin 2019, Suzanne Collins annonce la sortie d'un nouveau roman situé dans l'univers de Hunger Games. Il est consacré à la période des « Jours Sombres », 64 ans avant la trilogie originale, lorsque Panem cherche à se relever après une guerre dévastatrice. Quelques jours après, le titre du roman est révélé : Hunger Games : La Ballade du serpent et de l'oiseau chanteur. Il raconte, en plus de la période des « Jours Sombres », la fois où Coriolanus Snow, 18 ans, est mentor des Jeux et où son sort est lié à celui d'une fille du District 12 nommée Lucy Gray. Le roman est alors adapté, encore une fois par Francis Lawrence, sorti en salle le 15 novembre 2023 en France.
En juin 2024, Collins annonce la sortie d'un nouveau préquel dans l'univers de Hunger Games, intitulé Hunger Games : Lever de soleil sur la moisson. Le livre, qui est consacré à la 50e édition des Hunger Games remportée par Haymitch Abernathy, est publié le 18 mars 2025 aux États-Unis puis le 20 mars 2025 en français. À la suite de cela, une adaptation cinématographique, intitulée The Hunger Games : Sunrise on the Reaping est immédiatement annoncée pour une sortie prévue en novembre 2026.

## Œuvres

### SérieHunger Games
1. Hunger Games, Pocket Jeunesse, 2009 ((en) The Hunger Games, 2008)
2. Hunger Games : L'Embrasement, Pocket Jeunesse, 2010 ((en) Catching Fire, 2009)
3. Hunger Games : La Révolte, Pocket Jeunesse, 2011 ((en) Mockingjay, 2010)

Préquel
- Hunger Games : La Ballade du serpent et de l'oiseau chanteur, Pocket Jeunesse, 2020 ((en) The Ballad of Songbirds and Snakes, 2020)
- Hunger Games : Lever de soleil sur la moisson, Pocket Jeunesse, 2025 ((en) Sunrise on the Reaping, 2025), trad. Guillaume Fournier, 480 p.  (ISBN 978-2-266-35074-7)

### SérieGregor
1. La Prophétie du Gris, Hachette Jeunesse, coll. Black Moon, 2012 ((en) Gregor the Overlander, 2003)
2. La Prophétie du Fléau, Hachette Jeunesse, coll. Black Moon, 2012 ((en) Gregor and the Prophecy of Bane, 2004)
3. La Prophétie du Sang, Hachette Jeunesse, coll. Black Moon, 2012 ((en) Gregor and the Curse of the Warmbloods, 2005)
4. La Prophétie des Secrets, Hachette Jeunesse, coll. Black Moon, 2013 ((en) Gregor and the Marks of Secret, 2006)
5. La Prophétie du Temps, Hachette Jeunesse, coll. Black Moon, 2013 ((en) Gregor and the Code of Claw, 2007)

### Romans indépendants
- (en) Fire Proof: Shelby Woo #11, 1999
- (en) When Charlie McButton Lost Power, 2005
- (en) When Charlie McButton Gained Power, 2007